# 我愿意 (2012年电影)
《我愿意》（英语名：I Do）是2012年中国爱情片，孙周导演，孙红雷、李冰冰和段奕宏主演。

## 故事大纲
王洋和唐微微是大学时期的青春恋人。他们像很多年轻时代的恋人一样，在步入社会的时候，遭遇梦想和现实的碰撞。唐微微迅速找到自己的位置，但是王洋却因为不肯与不懂妥协而屡屡碰壁。唐微微常常“教育”王洋，希望王洋能够“现实”一些，王洋内心越发自卑，最后离开唐微微，不辞而别。 
数年之后，唐微微历练为职场白骨精，但情路坎坷，孑然一身。女友靳小令帮她网络征婚，但高不成低不就，一直没有遇到合适的人选。杨年华出现在唐微微面前时，是一落魄中年，开着QQ，唐微微虽然对杨年华有好感，但并没有把杨年华考虑为结婚人选。就在这时，王洋出现了，以钻石王老五的身份——一家钻石卖行的董事长。

## 登場人物
主演
- 唐薇薇：李冰冰
- 杨年华：孙红雷
- 王洋：段奕宏
- 靳小令：薛佳凝
- 丽莎：张俪
- 乔娜：夏立薪
- 冯都：刘牧
- 刘军：王茂蕾
- 钱伟：李梦
- 秦护士：赵悦童
- 不孕男：吴优

客串
- 1号店高管：剛、刘俊岭
- 年会嘉宾：慕岩、于丽莎
- 三盛高管：程璇
- 签约主持：程欢
- 婚礼花童：林君璞、林俊如
- 面馆阿婆：李文玲
- 邻居男孩：赵甦晨
- 买菜大妈：张莹
- 急症医生：胡江
- 医院收费员：海燕
- 唐薇薇同事：邵宇华
- 肥大款：孙明海
- 伪娘：高登
- 海龟：谭博伟
- 帅哥：李东鹏
- 眼镜男：王也农
- 警察：王涛涛
- 超市送货员：刘畅
- 杨年华秘书：张朕
- 杨年华随从：付超凡、陆凯
- 王洋副总：张宝龙
- 王洋秘书：孟宣辰

## 票房
中国大陆收获8544万人民币。

## 制作
2011年9月19日在北京开机，11月8日拍摄完毕。